# Кубатько Віталій Миколайович
Віталій Миколайович Кубатько (1924—1977) — радянський воєначальник, генерал-майор-інженер (1972).

## Життєпис
Народився у станиці Малчевсько-Полненській, нині у складі Мальчевського сільського поселення Міллеровського району Ростовської області Росії. Українець. Закінчив 9 класів школи.
До лав РСЧА призваний Апанасенковським РВК Ставропольського краю у липні 1942 року і направлений до школи молодших командирів 9-ї запасної стрілецької бригади. З вересня 1942 року — курсант 2-го Саратовського танкового училища. Після закінчення училища у листопаді 1943 року направлений до 2-го запасного танкового полку.
У діючій армії з грудня 1943 року. Воював на 1-му та 2-му Українських і 1-му та 2-му Білоруських фронтах: командир танка Т-34, ад'ютант штабу танкового батальйону.
З 9 травня 1945 року — начальник штабу 1-го танкового батальйону 59-ї гвардійської танкової бригади 8-го гвардійського танкового корпусу. З січня 1946 по вересень 1952 року проходив військову службу в 5-й гвардійській механізованій армії: до вересня 1946 року — інспектор відділу з обліку втрат штабу армії; з вересня 1946 року — в.о. офіцера організаційно-мобілізаційного відділу і комплектування штабу армії; з 14 червня 1947 року — командир танкової роти кадрованого батальйону 29-ї танкової дивізії; з 28 червня 1947 року — командир танкової роти 78-го танкового полку 12-ї механізованої дивізії; з 16 травня 1951 року — начальник штабу 3-го танкового батальйону 129-го танкового полку 12-ї механізованої дивізії.
З 29 вересня 1952 року — слухач автотракторного факультету Військово-транспортної академії імені Л. М. Кагановича (з 20 вересня 1956 року — Військова академія тилу і транспорту).
У 1957—1960 роках проходив військову службу в Забайкальському військовому окрузі: з 13 грудня 1957 року — старший офіцер з бойової підготовки відділу, з 7 лютого 1958 року — офіцер з бойової підготовки і експлуатації автотракторної служби округу.
З 4 серпня 1960 року — у Ракетних військах стратегічного призначення: начальник технічної частини — заступник командира 119-ї ракетної бригади з технічної частини. У 1961 році закінчив тримісячні курси перепідготовки офіцерського складу при Ростовському вищому артилерійському інженерному училищі. З 1 червня 1961 року — начальник автотракторної служби 4-ї ракетної дивізії, з 28 серпня того ж року — заступник командира дивізії з ракетного озброєння. З 17 лютого 1969 року — заступник командира 9-го окремого ракетного корпусу з ракетного озброєння (м. Хабаровськ). З 13 червня 1970 року — заступник командувача 53-ю ракетною армією з озброєння — головний інженер армії (м. Чита). З 2 лютого 1973 року — начальник Управління технічного забезпечення об'єктів РВСП. З 7 березня 1974 року й до кінця життя — перший заступник начальника Головного управління експлуатації ракетного озброєння (ГУЕРО).

## Нагороди
Нагороджений орденами Червоного Прапора (11.08.1944), Трудового Червоного Прапора, Вітчизняної війни 1-го ступеня (13.02.1945) і медалями, у тому числі «За бойові заслуги» (30.04.1954).

## Військові звання
- молодший лейтенант (11.11.1943);
- лейтенант (23.03.1945);
- старший лейтенант (21.07.1945);
- майор (29.12.1952);
- підполковник (17.12.1957);
- інженер-полковник (07.05.1963);
- генерал-майор-інженер (02.11.1972).